# リチャード・ユースデン
リチャード・ユースデン（英語: Richard Eusden、1830年 ‐ 没年不詳）は、幕末に来日したイギリスの外交官である。

## 経歴・人物
1861年（文久元年）、初代箱館（函館）イギリス領事館の初代領事であったクリストファー・ホジソンが突然の解任により離日したため、副領事代理として夫人らと共に来日した。これは数か月のいわゆる代理領事であり、後任のヴァイス（生麦事件時の横浜領事）が着任したため、職を離れた。在職中の万延元年（1860年）にオランダ人の殺人事件が起こると、旧暦2月5日に横浜へ赴いて神奈川奉行（竹本図書頭正雅と松平石見守康直）と対処方法を合議した。竹本、松平は翌日、酒井隠岐守忠行を加えた幕府側としてオランダのファン・ポルスブルック副領事と面談している。
その後、一旦帰国した。1865年（慶応3年）末にヴァイスがアイヌ人骨盗掘事件に関与したとして解任され、エイベル・ガウワーが領事として着任し事件の事後処理を行った。ガウワーが事件処理を終えたのち、1867年（慶応3年）6月、ユースデンが再来日し代理領事とされたが、同年中に正式な領事となった。翌年、戊辰戦争と蝦夷共和国（旧幕府勢力）の樹立に遭遇し、外国人保護などに奔走した。また、蝦夷共和国の基盤が各国の評価よりも実は脆弱である、という報告を、江戸のイギリス公使ハリー・パークスに送っている。1871年（明治4年）まで領事職を勤めた。
その後、1873年（明治6年）6月から1880年（明治13年）10月まで、三度目の函館領事を勤めた。前回以降、交渉相手は江戸幕府（箱館奉行所）から明治新政府（北海道開拓使函館支庁）に代わっているが、ユースデンはどちらとも友好的にこなしたようである。
明治維新後の1872年（明治5年）には夫人や親交のあった渡辺熊四郎と共に「函館公園」の開発計画に携わった。計画は予定通り実行され、工事責任者であった浅田清次郎や役人、農民らと共に工事を始めた。この公園は7年後の1879年（明治12年）11月3日に開園した。
ユースデン夫妻はこの公園の工事中に毎年25円の寄付を行い、鶴岡学校の創立に携わるなど函館の街の活性化に貢献した。開園の翌1880年（明治13年）に帰国した。小柄な領事（consul）であったことから「豆コンシロー」と呼ばれて親しまれた。